# اندیس آنومالی گویگان
آنومالی گویگان یک اندیس فلزی است که در حوالی شهر سبزواران استان کرمان قرار دارد و مادهٔ معدنی موجود در آن، طلا است.سنگ میزبان این اندیس گرانودیوریت، آندزیت، بازالت است  در این اندیس، پاراژنز‌های شئلیت، باریت، گالن، پیریت، اسفن، ایلمنیت، مالاکیت یافت می‌شوند.